# Tunnel van Veurs
De tunnel van Veurs is een 2072 m lange spoortunnel in België. Ze maakt deel uit van Spoorlijn 24, die tijdens de Eerste Wereldoorlog door de Duitse bezetter werd aangelegd. De tunnel van Veurs ligt op het grondgebied van de gemeente Voeren in de provincie Limburg. Ze ligt ten noordoosten van Veurs, ten zuidwesten van Teuven, ten noordwesten van Remersdaal en gaat onder het Veursbos door. Het Veursbos ligt op de helling van een plateau dat de valleien van de Veurs (Voerdal) en van de Gulp (Gulpdal) scheidt. Over dit plateau loopt de N648, van De Plank via Aubel naar knooppunt Battice.
De tunnel bestaat uit twee tunnelbuizen die op 18 meter van elkaar liggen en is in 6 maanden tijd aangelegd door de firma Grün & Bilfinger (Mannheim), met een inzet van ruim 12.000 man, waaronder 8000 Belgische arbeiders en 2000 Russische krijgsgevangenen. Pas in december 1917 werd de tunnel in gebruik genomen. De tunnel maakt deel uit van de Montzenroute.
De oorspronkelijke lengte bedroeg 2130 m. Op 10 mei 1940 werd de ingang van de tunnel door het Belgisch leger opgeblazen; sindsdien is hij bijna 50 m korter.
Ongeveer twee kilometer ten oosten van de tunnel gaat de spoorlijn door de volgende tunnel, de tunnel van Remersdaal onder het Beusdalbos. Vlak voor die tunnel ligt het diepste punt van het Gulpdal dat met het viaduct van Remersdaal overgestoken wordt. Op zo'n twee kilometer naar het westen moet de spoorlijn de Voer oversteken door middel van het viaduct van Sint-Martens-Voeren.
Langste tunnel
Na de bouw was de tunnel lange tijd de langste spoortunnel in België. Sinds 2006 viel deze eer te beurt aan de tunnel van Soumagne. Sinds december 2014 is de Antigoontunnel (Liefkenshoekspoorverbinding) in de haven van Antwerpen de langste tunnel van België.

## Galerij

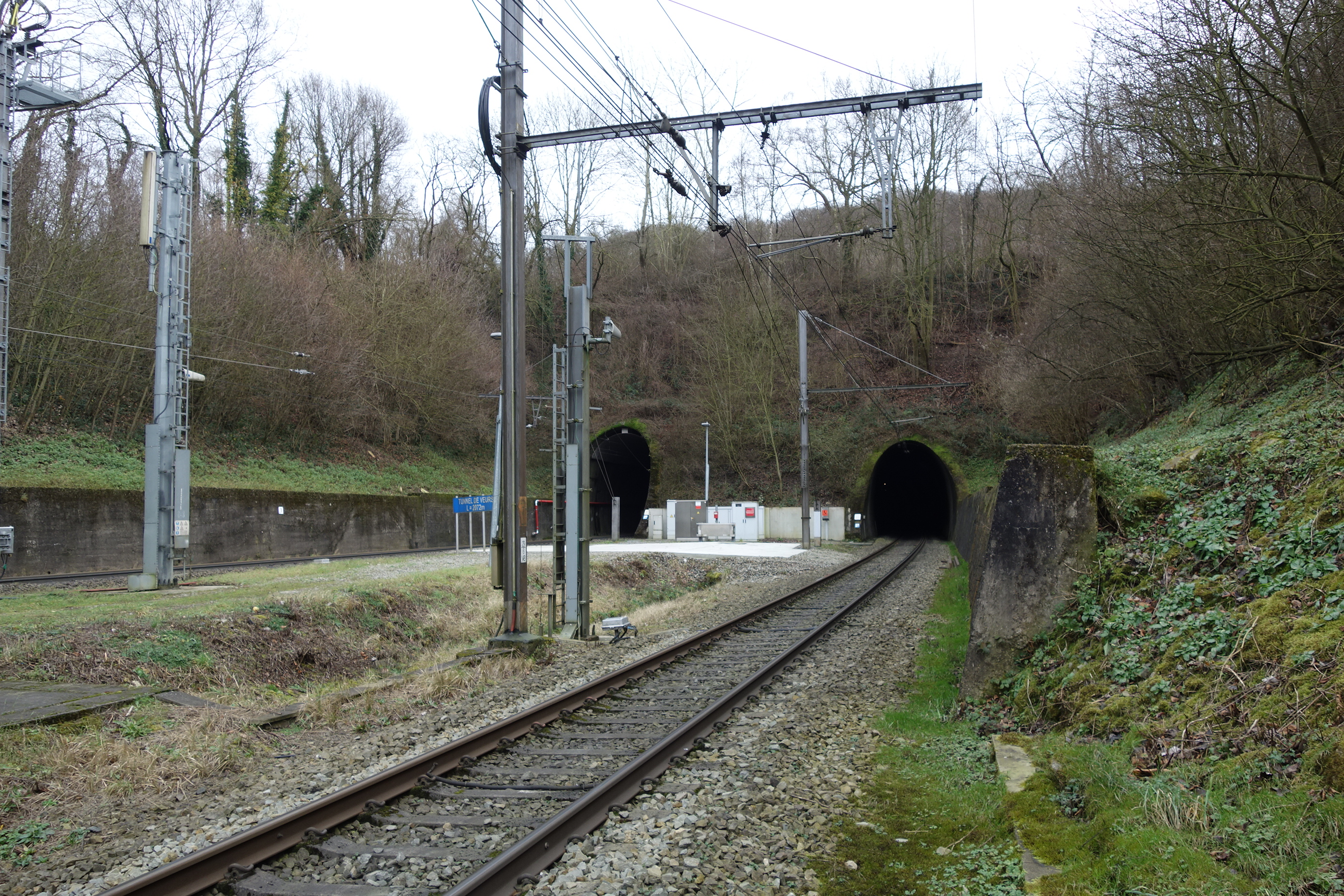
westelijke ingang
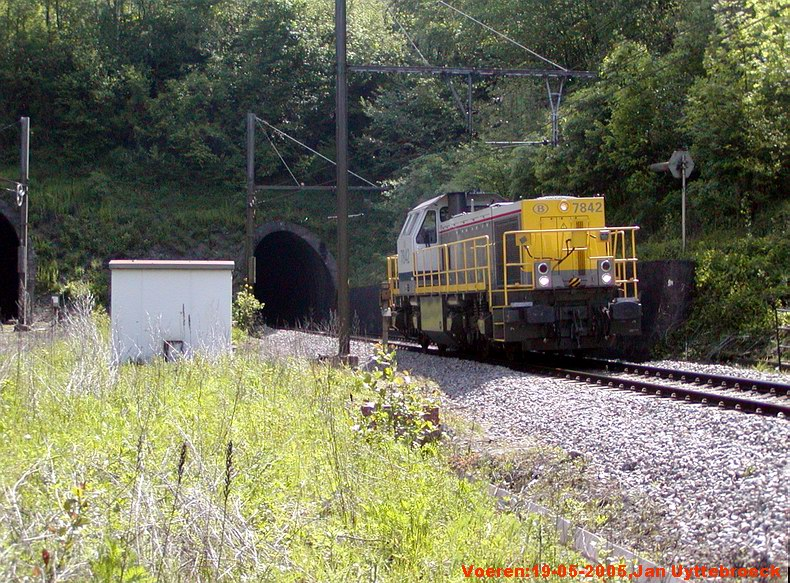
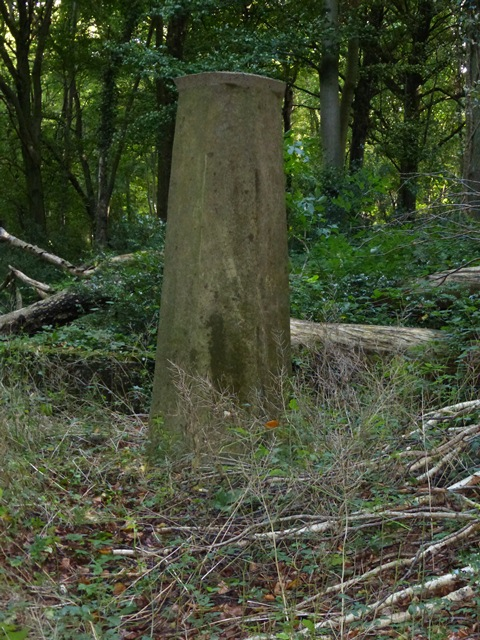
luchtschacht in het bos
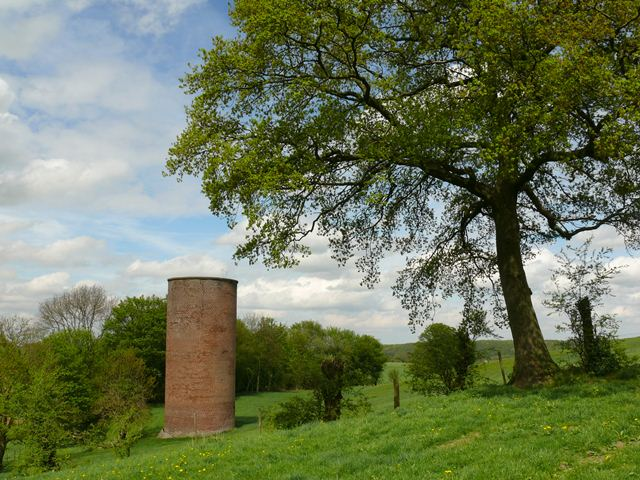
luchtschacht in het veld
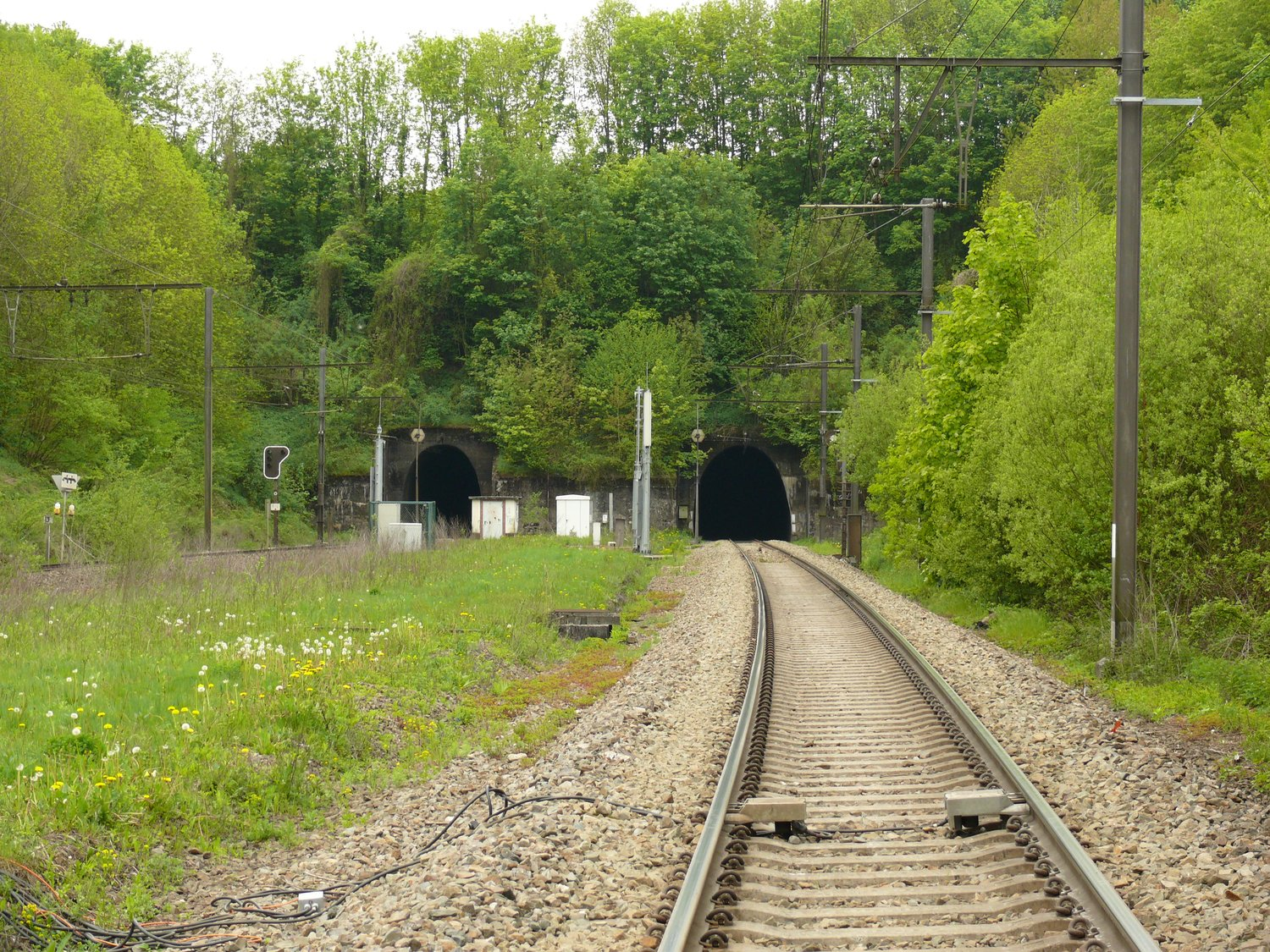
oostelijke ingang